# Ceylon az 1960. évi nyári olimpiai játékokon
Ceylon az olaszországi Rómában megrendezett 1960. évi nyári olimpiai játékok egyik részt vevő nemzete volt. Az országot az olimpián 4 sportágban 5 sportoló képviselte, akik érmet nem szereztek.

## Atlétika
Férfi
| Versenyző  | Versenyszám | Döntő     | Döntő    |
| Versenyző  | Versenyszám | Idő       | Helyezés |
| ---------- | ----------- | --------- | -------- |
| Linus Diaz | Maraton     | 2:32:12,0 | 39.      |

## Kerékpározás

### Országúti kerékpározás
| Versenyző          | Versenyszám   | Idő           | Helyezés      |
| ------------------ | ------------- | ------------- | ------------- |
| Maurice Coomarawel | Mezőnyverseny | nem ért célba | nem ért célba |

## Ökölvívás
| Versenyző                | Versenyszám | Selejtező         | 32-es főtábla             | Nyolcaddöntő      | Negyeddöntő       | Elődöntő          | Döntő             | Helyezés |
| Versenyző                | Versenyszám | Ellenfél Eredmény | Ellenfél Eredmény         | Ellenfél Eredmény | Ellenfél Eredmény | Ellenfél Eredmény | Ellenfél Eredmény | Helyezés |
| ------------------------ | ----------- | ----------------- | ------------------------- | ----------------- | ----------------- | ----------------- | ----------------- | -------- |
| Mohandas Liyanage Sumith | Pehelysúly  |                   | Jerzy Adamski (POL) · 0-5 | kiesett           | kiesett           | kiesett           | kiesett           | 17.      |
| Dharmasiri Weerakoon     | Váltósúly   | erőnyerő          | Des Duguid (AUS) · 0-5    | kiesett           | kiesett           | kiesett           | kiesett           | 17.      |

## Úszás
Férfi
| Versenyző     | Versenyszám | Előfutam | Előfutam | Előfutam | Elődöntő | Elődöntő | Elődöntő | Döntő   | Döntő    |
| Versenyző     | Versenyszám | Idő      | Hely.    | Össz.    | Idő      | Hely.    | Össz.    | Idő     | Helyezés |
| ------------- | ----------- | -------- | -------- | -------- | -------- | -------- | -------- | ------- | -------- |
| Tony Williams | 200 m mell  | 2:59,8   | 6.       | 39.      | kiesett  | kiesett  | kiesett  | kiesett | kiesett  |